# El fred que crema
El fred que crema és una pel·lícula catalano-andorrana del 2022 dirigida per Santi Trullenque. És un thriller històric ambientat a Andorra durant la Segona Guerra Mundial en el context de la fugida de jueus a través del principat mitjançant la figura dels passadors. És protagonitzat per Greta Fernández, Roger Casamajor, Adrià Collado, Pedro Casablanc i Daniel Horvath. Es va estrenar al BCN Film Fest l'abril del 2022 i va ser el film inaugural del FIC-CAT 2022. Va arribar als cinemes el 20 de gener de 2023.

## Argument
L'acció se situa a Andorra l'hivern del 1943. Els matemàtics polonesos Marian Rejewski i Henryk Zygalski, jueus, fugen de la França de Vichy tot passant per Andorra. A Sispony, un matrimoni de joves pagesos format per la Sara i l'Antoni els ofereix refugi, a la vegada que afloren contradiccions i rancúnies passades.

## Repartiment
- Greta Fernández com a Sara
- Roger Casamajor com a Antoni
- Adrià Collado com a Joan
- Pedro Casablanc com a Serafí
- Daniel Horvath com a Lars
- Florin Opritescu com a Teaser

## Història
El fred que crema parteix de l'obra de teatre Fred, escrita per Agustí Franch amb la intenció de fer un text sobre passadors, que va guanyar el premi 50è Aniversari Crèdit Andorrà el 2014. Franch escrigué el guió del film.
El rodatge va començar el 9 de març del 2020 a Andorra i de seguida va quedar interromput per la pandèmia de COVID-19. Per al paper de Sara havien previst Aida Folch, però l'aturada en provocà la substitució per Greta Fernández. La producció va costar vora 1.200.000 euros, que va aportar principalment l'Institut Català de les Empreses Culturals, a més de Televisió de Catalunya i el Govern d'Andorra.
Ha sigut anunciada com a candidata a la nominació de millor pel·lícula per la XVa edició dels Premis Gaudí.